# BCN 216
BCN 216 (o Barcelona 216) es una agrupación instrumental española especializada en el repertorio contemporáneo, con sede en L'Auditori de la ciudad de Barcelona.

## Historia
Fue fundada en 1985, por el director de orquesta Ernest Martínez Izquierdo y el flautista David Albet, encargándose este último de la dirección artística del conjunto desde 2008. En el año 2000, fue galardonado con el Premi Ciutat de Barcelona en la categoría de Música. Es grupo residente del Auditori de Barcelona, en el que disponen de su propia temporada de conciertos.

## Origen del nombre
El nombre del grupo surgió del número del aula en el que solían ensayar los integrantes del mismo en sus inicios, durante su etapa como estudiantes en el Conservatori del Bruc.

## Directores artísticos
- 1985-2008: Ernest Martínez Izquierdo
- Desde 2008: David Albet